# Relações entre Dinamarca e Kosovo
As Relações Dinamarquesas-Kosovares são as relações exteriores entre Kosovo e Dinamarca. Kosovo declarou sua independência da Sérvia em 17 de fevereiro de 2008 e a Dinamarca reconheceu em 21 de fevereiro de 2008. O embaixador da Dinamarca para Kosovo é subordinado à Embaixada em Viena, na Áustria desde 6 de março de 2008.

## Militar
A Dinamarca tem atualmente 355 soldados em Kosovo, servindo como força de paz liderada pela OTAN na Força do Kosovo.